# Oriola
Oriola é uma povoação portuguesa do Município de Portel que foi sede da extinta Freguesia de Oriola, freguesia que tinha 36,21 km² de área e 400 habitantes (2011), e, por isso, uma densidade populacional de 11 h/km².
A Freguesia de Oriola foi extinta (agregada) pela última Reorganização administrativa do território das freguesias, de acordo com a Lei nº 11-A/2013 de 28 de Janeiro, tendo o seu território sido agregado ao da Freguesia de São Bartolomeu do Outeiro para constituir a União de freguesias de São Bartolomeu do Outeiro e Oriola com sede em São Bartolomeu do Outeiro.
Oriola foi vila e sede de concelho entre 1282 e 1836. Este era constituído pelas freguesias de Oriola (em tempos chamada Nossa Senhora da Assunção de Benalvergue ou Bomalbergue) e Outeiro de Oriola e tinha, em 1801, 630 habitantes, em 74 km².
O seu nome deriva do árabe Uryūlâ (أريولة) ou Ūryūlâ (أوريولة), palavra que está também na origem do nome do município valenciano de Orihuela.

## População
| População da freguesia de Oriola | População da freguesia de Oriola | População da freguesia de Oriola | População da freguesia de Oriola | População da freguesia de Oriola | População da freguesia de Oriola | População da freguesia de Oriola | População da freguesia de Oriola | População da freguesia de Oriola | População da freguesia de Oriola | População da freguesia de Oriola | População da freguesia de Oriola | População da freguesia de Oriola | População da freguesia de Oriola | População da freguesia de Oriola |
| -------------------------------- | -------------------------------- | -------------------------------- | -------------------------------- | -------------------------------- | -------------------------------- | -------------------------------- | -------------------------------- | -------------------------------- | -------------------------------- | -------------------------------- | -------------------------------- | -------------------------------- | -------------------------------- | -------------------------------- |
| 1864                             | 1878                             | 1890                             | 1900                             | 1911                             | 1920                             | 1930                             | 1940                             | 1950                             | 1960                             | 1970                             | 1981                             | 1991                             | 2001                             | 2011                             |
| 454                              | 494                              | 481                              | 510                              | 745                              | 717                              | 695                              | 754                              | 840                              | 842                              | 650                              | 609                              | 578                              | 495                              | 400                              |

## Ensino
Em 31 de Janeiro de 2006, a Escola EB1 da Oriola recebeu a visita do primeiro-ministro José Socrates assinalando a última escola a receber banda-larga da Internet, relativa ao programa "Ligar Portugal".

## Património edificado
- Igreja Paleocristã do Sítio dos Mosteiros